# Махновка (Винницкий район)
Махновка (укр. Махнівка; с 1937 до 2016 года — Красное, укр. Красне) — село в Винницком районе Винницкой области Украины.
Население по переписи 2001 года составляет 619 человек. Почтовый индекс — 23263. Телефонный код — 432.
Занимает площадь 1,23 км².

## Адрес местного совета
23262, Винницкая область, Винницкий р-н, с. Пултовцы